# گرین برایبر (آرکانزاس)
گرین برایبر (آرکانزاس) (به انگلیسی: Greenbrier, Arkansas) یک شهر در ایالات متحده آمریکا با جمعیت ۳٬۰۴۲ نفر است که در آرکانزاس واقع شده‌است.

## موقعیت جغرافیایی
موقعیت جغرافیایی شهرها و مناطق اطراف به شرح زیر است: